# ماثيو كوبر
ماثيو كوبر (بالإنجليزية: Matthew Cooper)‏ (1 يوليو 1994 في المملكة المتحدة - ) هو مدرب كرة قدم ولاعب كرة قدم بريطاني في مركز الدفاع. لعب مع نادي إنفرنيس وإلغين سيتي ‏.

## وصلات خارجية
- ماثيو كوبر على موقع قاعدة بيانات كرة القدم.إي يو (الإنجليزية)
- ماثيو كوبر على موقع Soccerway.com (الإنجليزية)